# 混濁腫脹
混濁腫脹（こんだくしゅちょう、英:cloudy swelling）とは実質臓器（肝、心、腎）が光沢や透明性を失い、白く濁った状態となること。混濁腫脹はミトコンドリアがよく発達する実質臓器に出現しやすく、急性中毒、感染症、虚血、低酸素血症などミトコンドリアのエネルギー代謝が傷害される場合に認められる。混濁腫脹を示した細胞は腫脹したミトコンドリアにより大部分が占められる。混濁腫脹は死後変化としても観察される。